# Семпсон Две
Се́мпсон Ка́рджо Две-моло́дший (англ. Sampson Kargeoh Dweh Jr.; нар. 10 жовтня 2001, Монровія) — ліберійський футболіст, захисник чеського клубу «Вікторія» (Пльзень) і збірної Ліберії.

## Клубна кар'єра

### «Вишков»
До 2022 року займався у футбольній академії клубу «ЛПРК Ойлерз» в Монровії. Влітку 2022 року перейшов в клуб чеської Другої ліги «Вишков». 15 жовтня 2022 року дебютував за «Вишков» у матчі Другої ліги проти «Пржибрама», відзначившись також забитим голом.

#### Оренда у «Вікторію» (Плзень)
21 липня 2023 року перейшов на правах оренди до іншого чеського клубу «Вікторія» (Пльзень) до кінця сезону з опцією викупу. 22 липня дебютував за «Вікторію» в матчі Першої ліги проти «Теплиць», замінивши травмованого Лукаша Гейду. 27 липня того ж року в поєдинку кваліфікації Ліги конференцій УЄФА проти косоварської «Дріти» дебютував у єврокубках. 24 вересня 2023 року в зустрчі Першої ліги проти «Пардубиць» забив свій перший гол за «Вікторію». Всього за час оренди провів 48 поєдинків, в яких відзначився 2 м'ячами, а також дійшов до фіналу Кубка Чехії, в якому його команда поступилась «Спарті».

### «Вікторія» (Плзень)
5 червня 2024 року підписав з «Вікторією» повноцінний контракт, розрахований до 2027 року. 18 травня 2025 року матч Першої ліги проти «Сігми» став для нього ювілейним, 100-им, в складі «Вікторії».

## Кар'єра в збірній
3 вересня 2021 року дебютував за збірну Ліберії в матчі відбіркового турніру до чемпіонату світу 2022 проти збірної Нігерії, вийшовши в стартовому складі. 17 листопада 2024 року в поєдинку кваліфікації Кубка африканських націй 2025 проти збірної Алжиру забив свій перший гол за збірну Ліберії.

## Статистика виступів

### Клубна статистика
Станом на 12 серпня 2025 
| Клуб                 | Сезон             | Чемпіонат         | Чемпіонат | Чемпіонат | Кубок | Кубок | Єврокубки | Єврокубки | Інші  | Інші | Всього | Всього |
| Клуб                 | Сезон             | Дивізіон          | Матчі     | Голи      | Матчі | Голи  | Матчі     | Голи      | Матчі | Голи | Матчі  | Голи   |
| -------------------- | ----------------- | ----------------- | --------- | --------- | ----- | ----- | --------- | --------- | ----- | ---- | ------ | ------ |
| Вишков               | 2022–23           | Друга ліга        | 11        | 1         | 3     | 0     | —         | —         | —     | —    | 14     | 1      |
| → Вікторія (Пльзень) | 2023–24           | Перша ліга        | 30        | 2         | 3     | 0     | 15        | 0         | —     | —    | 48     | 2      |
| Вікторія (Пльзень)   | 2024–25           | Перша ліга        | 34        | 5         | 4     | 0     | 15        | 0         | —     | —    | 53     | 5      |
| Вікторія (Пльзень)   | 2025–26           | Перша ліга        | 2         | 0         | 0     | 0     | 4         | 0         | —     | —    | 6      | 0      |
| Вікторія (Пльзень)   | Всього            | Всього            | 66        | 7         | 7     | 0     | 34        | 0         | 0     | 0    | 107    | 7      |
| Всього за кар'єру    | Всього за кар'єру | Всього за кар'єру | 77        | 7         | 10    | 0     | 34        | 0         | 0     | 0    | 121    | 8      |

1. ↑  Матчі в Лізі конференцій УЄФА
2. ↑  Матчі в Лізі Європи УЄФА
3. ↑  Матчі в Лізі чемпіонів УЄФА

### Міжнародна статистика
Станом на 24 березня 2025 
| Збірна            | Сезон             | Товариські | Товариські | Офіційні | Офіційні | Всього | Всього |
| Збірна            | Сезон             | Матчі      | Голи       | Матчі    | Голи     | Матчі  | Голи   |
| ----------------- | ----------------- | ---------- | ---------- | -------- | -------- | ------ | ------ |
| Ліберія           |                   |            |            |          |          |        |        |
| 2021              | 1                 | 0          | 6          | 0        | 7        | 0      |        |
| 2022              | 5                 | 0          | 1          | 0        | 6        | 0      |        |
| 2023              | 2                 | 0          | 5          | 0        | 7        | 0      |        |
| 2024              | 0                 | 0          | 10         | 1        | 10       | 1      |        |
| 2025              | 0                 | 0          | 2          | 0        | 2        | 0      |        |
| Всього за кар'єру | Всього за кар'єру | 8          | 0          | 24       | 1        | 32     | 1      |

### Матчі за збірну
Станом на 24 березня 2025 
| Матчі Семпсона Две за збірну Ліберії | Матчі Семпсона Две за збірну Ліберії | Матчі Семпсона Две за збірну Ліберії | Матчі Семпсона Две за збірну Ліберії | Матчі Семпсона Две за збірну Ліберії | Матчі Семпсона Две за збірну Ліберії | Матчі Семпсона Две за збірну Ліберії | Матчі Семпсона Две за збірну Ліберії |
| №                                    | Дата                                 | Суперник                             | Рахунок                              | Голи                                 | Картки                               | Хвилини                              | Змагання                             |
| ------------------------------------ | ------------------------------------ | ------------------------------------ | ------------------------------------ | ------------------------------------ | ------------------------------------ | ------------------------------------ | ------------------------------------ |
| 1                                    | 3 вересня 2021                       | Нігерія                              | 0–2                                  |                                      | 90'                                  | 90'                                  | Відбіркові матчі ЧС-2022             |
| 2                                    | 6 вересня 2021                       | ЦАР                                  | 1–0                                  |                                      |                                      | 90'                                  | Відбіркові матчі ЧС-2022             |
| 3                                    | 30 вересня 2021                      | Єгипет                               | 0–2                                  |                                      |                                      | 90'                                  | Товариський матч                     |
| 4                                    | 7 жовтня 2021                        | Кабо-Верде                           | 1–2                                  |                                      |                                      | 90'                                  | Відбіркові матчі ЧС-2022             |
| 5                                    | 10 жовтня 2021                       | Кабо-Верде                           | 0–1                                  |                                      |                                      | 90'                                  | Відбіркові матчі ЧС-2022             |
| 6                                    | 13 листопада 2021                    | Нігерія                              | 0–2                                  |                                      |                                      | 90'                                  | Відбіркові матчі ЧС-2022             |
| 7                                    | 16 листопада 2021                    | ЦАР                                  | 3–1                                  |                                      |                                      | 22'                                  | Відбіркові матчі ЧС-2022             |
| 8                                    | 24 березня 2022                      | Бенін                                | 0–4                                  |                                      | 38'                                  | 90'                                  | Товариський матч                     |
| 9                                    | 27 березня 2022                      | Сьєрра-Леоне                         | 0–1                                  |                                      |                                      | 90'                                  | Товариський матч                     |
| 10                                   | 29 березня 2022                      | Бурунді                              | 1–2                                  |                                      |                                      | 90'                                  | Товариський матч                     |
| 11                                   | 13 червня 2022                       | Марокко                              | 0–2                                  |                                      |                                      | 90'                                  | Відбіркові матчі КАН-2023            |
| 12                                   | 25 вересня 2022                      | Нігер                                | 0–0                                  |                                      |                                      | 90'                                  | Товариський матч                     |
| 13                                   | 27 вересня 2022                      | Єгипет                               | 0–2                                  |                                      |                                      | 90'                                  | Товариський матч                     |
| 14                                   | 24 березня 2023                      | ПАР                                  | 2–2                                  |                                      |                                      | 90'                                  | Відбіркові матчі КАН-2023            |
| 15                                   | 28 березня 2023                      | ПАР                                  | 1–2                                  |                                      |                                      | 90'                                  | Відбіркові матчі КАН-2023            |
| 16                                   | 12 вересня 2023                      | Гана                                 | 1–3                                  |                                      |                                      | 90'                                  | Товариський матч                     |
| 17                                   | 14 вересня 2023                      | Лівія                                | 2–3                                  |                                      |                                      | 90'                                  | Товариський матч                     |
| 18                                   | 17 жовтня 2023                       | Марокко                              | 0–3                                  |                                      | 90'                                  | 90'                                  | Відбіркові матчі КАН-2023            |
| 19                                   | 17 листопада 2023                    | Малаві                               | 0–1                                  |                                      |                                      | 90'                                  | Відбіркові матчі ЧС-2026             |
| 20                                   | 20 листопада 2023                    | Екваторіальна Гвінея                 | 3–0                                  |                                      |                                      | 90'                                  | Відбіркові матчі ЧС-2026             |
| 21                                   | 20 березня 2024                      | Джибуті                              | 2–0                                  |                                      |                                      | 90'                                  | Відбіркові матчі КАН-2025            |
| 22                                   | 26 березня 2024                      | Джибуті                              | 0–0                                  |                                      |                                      | 90'                                  | Відбіркові матчі КАН-2025            |
| 23                                   | 5 червня 2024                        | Намібія                              | 1–1                                  |                                      |                                      | 90'                                  | Відбіркові матчі ЧС-2026             |
| 24                                   | 9 червня 2024                        | Сан-Томе і Принсіпі                  | 1–0                                  |                                      | 62'                                  | 90'                                  | Відбіркові матчі ЧС-2026             |
| 25                                   | 6 вересня 2024                       | Того                                 | 1–1                                  |                                      |                                      | 90'                                  | Відбіркові матчі КАН-2025            |
| 26                                   | 10 вересня 2024                      | Алжир                                | 0–3                                  |                                      |                                      | 90'                                  | Відбіркові матчі КАН-2025            |
| 27                                   | 11 жовтня 2024                       | Екваторіальна Гвінея                 | 0–1                                  |                                      |                                      | 90'                                  | Відбіркові матчі КАН-2025            |
| 28                                   | 14 жовтня 2024                       | Екваторіальна Гвінея                 | 1–2                                  |                                      |                                      | 90'                                  | Відбіркові матчі КАН-2025            |
| 29                                   | 13 листопада 2024                    | Того                                 | 1–0                                  |                                      |                                      | 90'                                  | Відбіркові матчі КАН-2025            |
| 30                                   | 17 листопада 2024                    | Алжир                                | 1–5                                  | 1                                    |                                      | 90'                                  | Відбіркові матчі КАН-2025            |
| 31                                   | 19 березня 2025                      | Туніс                                | 0–1                                  |                                      |                                      | 90'                                  | Відбіркові матчі ЧС-2026             |
| 32                                   | 24 березня 2024                      | Сан-Томе і Принсіпі                  | 2–1                                  |                                      | 73'                                  | 90'                                  | Відбіркові матчі ЧС-2026             |

Всього: 32 матчі / 1 гол; 7 перемог, 5 нічиїх, 20 поразок.